# Feind im Dunkel
Feind im Dunkel (Alternativtitel: Der weiße Schatten) ist ein US-amerikanischer Film noir von Henry Hathaway aus dem Jahr 1946. Produziert wurde er von 20th Century Fox.

## Handlung
Nach einer zweijährigen Haftstrafe wegen fahrlässiger Tötung beginnt Bradford Galt in New York City ein neues Leben als Privatdetektiv. Seine attraktive Sekretärin Kathleen unterstützt ihn dabei. Während eines Spaziergangs bemerken beide, dass sie ein Mann in weißem Anzug verfolgt, der schließlich von Galt gestellt und verhört wird. Er behauptet im Auftrag eines gewissen Anthony Jardine zu handeln. Jardine war Galts ehemaliger Partner und hatte Galts Haftstrafe mitverschuldet, was sofort eine gewisse Wut in Galt aufkommen lässt. Doch nicht nur er hat mit Jardine noch eine Rechnung offen, sondern auch der Kunsthändler Hardy Cathcart, mit dessen junger und hübscher Ehefrau Jardine ein Verhältnis hat. Cathcart, der das schon vor einiger Zeit herausgefunden hatte, lässt Jardine durch den Auftragskiller Stauffer – dem Mann im weißen Anzug – umbringen, der es so aussehen lässt, als sei Bradford Galt der Mörder. Völlig unschuldig, beginnt für den Privatdetektiv ein Rennen gegen die Zeit, denn er will den wahren Mörder finden, bevor die Polizei ihn als scheinbar Schuldigen verhaften kann.
Galt und Kathleen finden die Spur zu Stauffer, der inzwischen von seinem Auftraggeber Cathcart aus dem Fenster eines Wolkenkratzers zu Tode gestürzt wird, so dass die heiße Spur des Privatdetektivs hier zunächst wieder zu enden scheint. Jedoch hatte ein kleines Mädchen ein Telefonat Stauffers belauscht und verrät Bradford Galt den Namen des Kunsthändlers Cathcart. Sofort machen sich Galt und Kathleen auf den Weg zur Kunstgalerie. Zeitgleich trifft auch Cathcarts Frau in der Kunstgalerie ein und erfährt von Galt vom Tod ihres Liebhabers, worauf sie in Ohnmacht fällt.
Cathcart bedroht den Privatdetektiv mit einer Pistole und möchte so auch das letzte Problem beseitigen, wird aber schließlich hinterrücks von seiner wütenden Frau erschossen, die dadurch Galts Leben rettet.

## Hintergrund
Regie führte Henry Hathaway, der mit Feind im Dunkel einen klassischen Film noir schuf, der in einer Reihe mit Die Spur des Falken oder Tote schlafen fest genannt wird. Für Clifton Webb war das, nach einer Rolle in Laura, der zweite Spielfilm.

## Kritik
Lexikon des internationalen Films: „Harter ‚film noir‘, dessen Soundtrack und ausgeklügelte Fotografie zur beklemmenden Atmosphäre einer anonymen Bedrohung beitragen.“
der-film-noir.de schrieb: „Nach seinem semi-dokumentarischen Spionagedrama ‚House on 92nd Street (1945)‘, das deutliche Anleihen beim Film-Noir-Stil zeigte, brachte Henry Hathaway mit ‚Feind im Dunkel / Der weiße Schatten‘ einen für die Zeit seiner Entstehung exemplarischen Film Noir.“
mordlust.de wertete: „Mittelprächtiger Film noir mit ein paar guten Dialogen und einer glatten Ästhetik, der akzeptabel beginnt, sich dann jedoch in einer arg konstruierten Geschichte verliert.“

## Synchronisation
| Schauspieler   | Rolle            | Synchronsprecher      |
| -------------- | ---------------- | --------------------- |
| Lucille Ball   | Kathleen         | ???                   |
| Clifton Webb   | Hardy Cathcart   | Siegfried Schürenberg |
| William Bendix | Stauffer         | Wolf Martini          |
| Mark Stevens   | Bradford Galt    | Horst Niendorf        |
| Kurt Kreuger   | Anthony Jardine  | Klaus Miedel          |
| Cathy Downs    | Mary Cathcart    | Gisela Trowe          |
| Reed Hadley    | Lt. Frank Reeves | Wolfgang Lukschy      |